# Milo Manheim
Milo Jacob Manheim (Venice, 6 marzo 2001) è un attore statunitense.
È noto per il suo ruolo da protagonista come Zed nel film originale di Disney Channel Zombies. È arrivato al secondo posto nella ventisettesima stagione di Dancing with the Stars.

## Biografia
Manheim è nato e cresciuto a Venice, in California. È il figlio dell'attrice Camryn Manheim.
Manheim suona la chitarra, la batteria, il piano e l'ukulele, si diletta con vari strumenti a fiato.

## Carriera
La carriera di attore di Manheim è iniziata, all'età di sei anni, in un programma di doposcuola locale a Culver City. Dal 2008 ha recitato in venti diversi musical con Liza Monjauze Productions. Nel 2009, è apparso in in un episodio della serie televisiva della CBS Ghost Whisperer insieme a sua madre.
Nel 2017, Manheim ha vinto il premio come "Miglior attore protagonista" al New York Musical Theatre Festival 2017 per il suo ruolo nel musical Generation Me. Ha seguito questo ruolo recitando nel ruolo principale nel film televisivo Disney Channel, Zombies, che è stato trasmesso in Italia il 22 settembre 2018.
L'11 settembre 2018, Manheim è stato annunciato come una delle celebrità a competere nella ventisettesima stagione di Dancing with the Stars. Era in coppia con la ballerina professionista Witney Carson. Il 19 novembre 2018, Manheim e Carson hanno concluso la competizione al secondo posto, perdendo contro Bobby Bones.
L'11 febbraio 2019, è stato annunciato che un sequel di Zombies era entrato in produzione. Manheim ha ripreso il ruolo di Zed nel film, Zombies 2, presentato per la prima volta il 16 febbraio 2020.
Il 15 luglio 2022, accedendo alla piattaforma Disney+, ritorna nei panni di Zed con Zombies 3.
Nel febbraio 2025, assu il ruolo di Seymour nel revival Off-Broadway di Little Shop of Horrors.

## Filmografia

### Cinema
- Viaggio a Betlemme (Journey to Bethlehem), regia di Adam Anders (2023)
- Thanksgiving, regia di Eli Roth (2023)

### Televisione
- Ghost Whisperer - Presenze (Ghost Whisperer) - serie TV, episodio 5x08 (2009)
- Zombies, regia di Paul Hoen (2018) - film TV
- American Housewife - serie TV, 4 episodi (2018-2019)
- Zombies 2, regia di Paul Hoen (2020) - film TV
- Zombies 3, regia di Paul Hoen (2022) - film TV
- Prom Pact, regia di Anya Adams (2023)  - film TV
- Dottoressa Doogie (Doogie Kamealoha, M.D.) - serie TV, 6 episodi (2023)
- School Spirits - serie TV, 16 episodi (2023-2025)
- Zombies 4: L'alba dei vampiri (Zombies 4: Dawn of the Vampires), regia di Paul Hoen (2025) - film TV

### Doppiaggio
- Zombies - The Re-Animated Series - serie animata, 12 episodi (2024)

## Programmi televisivi
- Dancing with the Stars - come concorrente della ventisettesima stagione (2018)
- Celebrity Family Feud - se stesso, concorrente, ep.6x07

## Teatro
- American Idiot (2024) - Johnny (voce)
- Little Shop of Horrors (2025) – Seymour

## Premi e nomination

### Nomination
- Generation Me - Festival del teatro musicale di New York (2017)

## Doppiatori italiani
Nelle versioni in italiano delle opere in cui ha recitato, Milo Manheim è stato doppiato da:
- Alex Polidori in Zombies, Zombies 2, Zombies 3, Prom Pact[2], Viaggio a Betlemme
- Valerio Monforte in Ghost Whisperer - Presenze
- Gabriele Donolato in School Spirits
- Alessandro Campaiola in Thanksgiving